# Matías Delgado
Matías Emilio Delgado (Rosario, Argentina, 15 de diciembre de 1982) es un exfutbolista y entrenador argentino. Se desempeñaba como mediocampista y su último equipo fue el Basel de la Super Liga Suiza, donde es considerado ídolo. También fue representante del club desde 2017 hasta 2021.

## Trayectoria
Delgado empezó su carrera en las inferiores del Club Atlético Chacarita Juniors.
En 2000 debutó en la Primera División Argentina en el Club Atlético Chacarita Juniors en donde jugó más de 50 partidos antes de su decisión de partir a Europa.
En 2003 jugó en el Basel de Suiza, anotando 41 goles en 113 partidos en la máxima categoría.
El 27 de junio de 2006, Delgado fue transferido al Beşiktaş de Estambul por 6,5 millones de dólares. Declaró que su meta era jugar en el puesto de Juan Román Riquelme en la Selección Argentina y también que admira las habilidades de Pablo Aimar.
En agosto de 2010 ficha por el Al Jazira Club de los Emiratos Árabes Unidos en 2.250.000 euros.

## Clubes
| Club              | País            | Año         |
| ----------------- | --------------- | ----------- |
| Chacarita Juniors | Argentina       | 2000 - 2003 |
| Basel             | Suiza           | 2003 - 2006 |
| Beşiktaş          | Turquía         | 2006 - 2010 |
| Al Jazira         | Emiratos Árabes | 2010 - 2013 |
| Basel             | Suiza           | 2013 - 2017 |

## Palmarés

### Campeonatos nacionales
| Título                  | Club      | País            | Año  |
| ----------------------- | --------- | --------------- | ---- |
| Superliga de Suiza      | Basel     | Suiza           | 2004 |
| Superliga de Suiza      | Basel     | Suiza           | 2005 |
| Supercopa de Turquía    | Beşiktaş  | Turquía         | 2006 |
| Copa de Turquía         | Beşiktaş  | Turquía         | 2007 |
| Copa de Turquía         | Beşiktaş  | Turquía         | 2009 |
| Superliga de Turquía    | Beşiktaş  | Turquía         | 2009 |
| Copa Presidente de EAU  | Al Jazira | Emiratos Árabes | 2011 |
| Primera División de EAU | Al Jazira | Emiratos Árabes | 2011 |
| Copa Presidente de EAU  | Al Jazira | Emiratos Árabes | 2012 |
| Superliga de Suiza      | Basel     | Suiza           | 2014 |
| Superliga de Suiza      | Basel     | Suiza           | 2015 |
| Superliga de Suiza      | Basel     | Suiza           | 2016 |
| Copa de Suiza           | Basel     | Suiza           | 2017 |
| Superliga de Suiza      | Basel     | Suiza           | 2017 |